# James Maynard
James Maynard (ur. 10 czerwca 1987) – brytyjski matematyk, laureat Medalu Fieldsa z 2022 roku. Zajmuje się analityczną teorią liczb, zwłaszcza liczbami pierwszymi.

## Życiorys
W latach 2005–09 studiował matematykę na University of Cambridge. Stopień doktora uzyskał w 2013 na Uniwersytecie Oksfordzkim, promotorem doktoratu był Roger Heath-Brown. Od 2018 jest profesorem na Uniwersytecie Oksfordzkim.
Swoje prace publikował m.in. w najbardziej prestiżowych czasopismach matematycznych świata: „Annals of Mathematics”, „Journal of the American Mathematical Society” i „Inventiones Mathematicae".
W 2018 roku wygłosił wykład sekcyjny na Międzynarodowym Kongresie Matematyków w Rio de Janeiro.
Wielokrotnie nagradzany, otrzymał m.in. SASTRA Ramanujan Prize w 2014, Whitehead Prize w 2015, Nagrodę EMS w 2016, Cole Prize in Number Theory w 2020 i Medal Fieldsa w 2022. W 2019 zdobył prestiżowy ERC Starting Grant. Od 2020 jest członkiem Academia Europaea.